# Bario steindachneri
Bario steindachneri ist eine Fischart aus der Ordnung der Salmlerartigen (Characiformes), die im südamerikanischen Amazonasbecken weit verbreitet ist und im Gebiet der Terra-Firme-Wälder in kleinen Regenwaldflüssen und Bächen lebt. Die Art ist nicht häufig.

## Merkmale
Bario steindachneri erreicht eine Standardlänge von 9 bis 12 Zentimeter. Die Standardlänge beträgt dabei etwa das 2,25-Fache der Körperhöhe. Der Rücken ist braun, die Körperseiten und der Bauch sind silbrig. Auf dem Schwanzstiel befindet sich ein auffälliger großer Fleck. Ein unauffälliger Fleck befindet sich oberhalb der Brustflossenbasis. Im Unterschied zu Moenkhausia und den meisten anderen kleinen Salmlern hat Bario steindachneri Kammschuppen, was besonders bei Exemplaren, die eine Standardlänge von mehr als 5,5 Zentimeter haben, deutlich wird. Die Afterflossenbasis wird teilweise von mehr als 2 Schuppenreihen bedeckt (2 bei Moenkhausia). Die Seitenlinie ist vollständig ausgeprägt. Die Afterflosse wird von 25 bis 26 Flossenstrahlen gestützt.

## Systematik

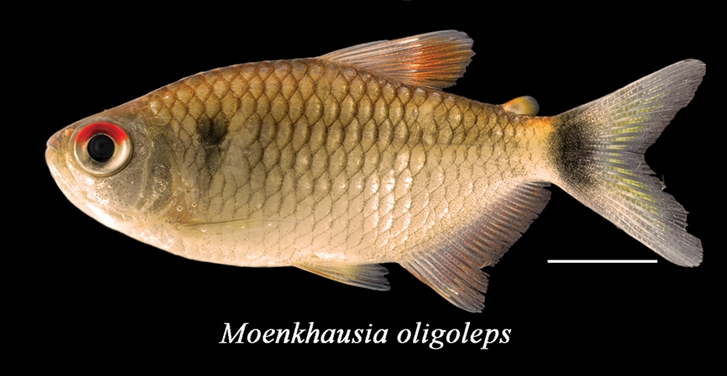
Bario oligolepis

Die Salmlerart wurde 1893 durch den amerikanischen Zoologen und Ichthyologen Carl H. Eigenmann unter der Bezeichnung Tetragonopterus steindachneri erstmals wissenschaftlich beschrieben und zu Ehren des österreichischen Zoologen Franz Steindachner benannt. 1917 führte Eigenmann die Gattung Entomolepis für die Art ein, die jedoch 1940 durch Bario ersetzt wurde, da der Gattungsname Entomolepis durch eine Gattung der Ruderfußkrebse präokkupiert war. Bario war lange Zeit monotypisch. Bario steindachneri ähnelt in vielen Merkmalen der artenreichen aber nicht monophyletischen Gattung Moenkhausia und ist die Schwestergruppe des Moenkhausia oligolepis-Artenkomplexes zu der auch der aus der Aquaristik bekannte Rotaugen-Moenkhausia (M. sanctaefilomenae) gehört. Im Jahr 2024 wurden die Arten der Moenkhausia oligolepis-Gruppe, sowie Hemigrammus skolioplatus in die Gattung Bario verschoben, die damit zehn Arten umfasst.